# Parc culturel de la rivière Martín
Le parc culturel  de la rivière Martín est un espace naturel protégé situé dans les comarques de Sierra de Albarracín et de la Comunidad  de Teruel (province de Saragosse et province de Teruel), en Aragon,.
C'est l'un des cinq parcs culturels d'Aragon - avec San Juan de la Peña, Río Vero, Parc culturel d'Albarracín et Maestrazgo -, déclarés comme tels le 4 juin 2001. Décret 107/2001 du Gouvernement d'Aragon.
Cette aire protégée est une Zone spéciale de conservation (ZSC) et une Zone de protection spéciale (ZPS) du réseau Natura 2000 définie par la Convention de Ramsar visant la conservation des types d'habitats et des espèces animales et végétales.

## Description
Le territoire géographique qui compose le parc a une forme allongée, avec les communes de Montalbán, Peñarroya et Torre de las Arcas au sud, Obón et Alcaine au centre et Alacón, Oliete, Ariño et Albalate del Arzobispo au nord-est.
Le parc est situé dans la branche aragonaise du système Ibérique, autour du cours moyen de la rivière Martín, qui traverse d'impressionnantes gorges creusées dans des formations calcaires.
Le parc est limité au sud par le massif calcaire de La Muela, d'une hauteur de 1 295 m d'altitude, au pied duquel se rejoignent plusieurs cours du cours supérieur du Martín qui prennent leur origine dans les contreforts de la Sierra de San Just. Entre les villes d'Alcaine et d'Oliete, a été construit en 1926 le réservoir Cueva Foradada qui régule les eaux du Martín pour irriguer sa plaine fertile.
Au nord se trouve la Sierra de Arcos, à travers les contreforts de laquelle les ravins de Muela et Mortero et la rivière Escuriza rejoignent leurs eaux au Martín, ouvrant une profonde brèche dans la chaîne de montagnes connue sous le nom de Los Estrechos, peu avant d'atteindre Albalate del Arzobispo.

## Végétation

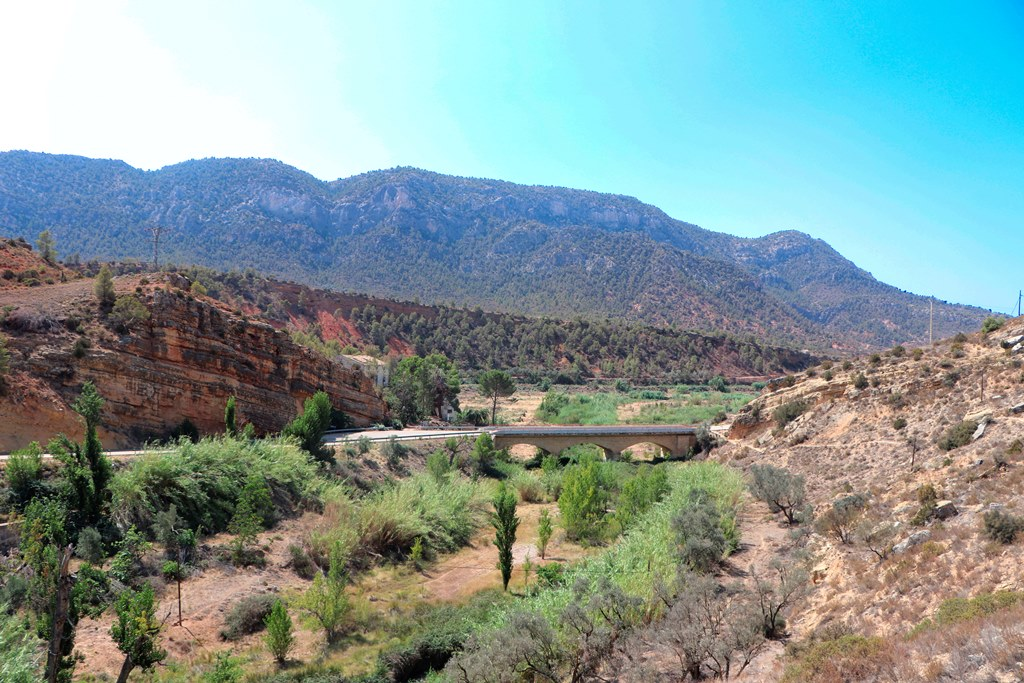
La rivière Martín serpente dans la Sierra de Arcos.

La zone d'altitude la plus élevée, située au sud du parc Montalbán, Torre de las Arcas, Obón et Alcaine) coïncide avec un environnement plus humide et plus froid où ont proliféré d'abondantes forêts de pins très anciennes et repeuplées, ainsi que d'autres petites forêts d'origine naturelle. Ces forêts de pins sont généralement parsemées de cistes et de chênes.
Le paysage du nord du parc (Alacón, Oliete, Ariño et Albalate del Arzobispo), où les altitudes sont plus basses et l'environnement plus sec, contraste fortement avec celui du sud du parc. À cela il faut ajouter l'action d'anthropisation, plus marquée dans un espace moins abrupt, propice aux usages agricoles et d'élevage. Dans ces endroits, on trouve des plantes aromatiques, romarin (Salvia rosmrinus), thym (Thymus vulgaris,…), le chêne kermès (Quercus coccifera) apparaissant comme un élément révélateur de forêts de chêne vert dégradées. À Albalate del Arzobispo, il convient de souligner la zone steppique de Las Planetas où se distinguent le sparte (Lygeum spartum).
Le climat méditerranéen continentalisé permet l'existence de genévriers, avec quelques communautés importantes de genévriers noirs situées dans différentes parties du parc, accompagnées de genévriers dans de nombreux cas. Plus spectaculaire bien que moins fréquent est le genévrier thurifère (Juniperus thurifera) , apparaissant dans quelques pieds épars et monumentaux.

## Faune
La faune du parc est étroitement liée à la végétation, au climat et à la géomorphologie particulière. Il existe ainsi une faune riche et variée qui trouve abri et refuge dans les cavités, fissures et aspérités des falaises rocheuses et des canyons du Martín et de ses affluents. Les différentes espèces de rapaces se distinguent, tant par leur intérêt écologique que par leur abondance, en mettant en valeur les colonies de vautour fauve (Gyps Fulvus) qui constituent l'une des colonies les plus importantes d'Aragon. Il convient d'ajouter la présence de plus en plus nombreuse du percnoptère (Neophron percnopterus) qui a choisi le parc comme lieu de reproduction. Il n'est pas non plus difficile d'observer le vol de l'aigle royal, du faucon pèlerin, de crécerelle ou des l'aigle de Bonelli, ces dernières espèces en danger d'extinction.
Un autre aspect à noter est la diversité des espèces de chauves-souris dans les grottes et cavités du parc, notamment dans la Sima de San Pedro, considérée par les spécialistes comme un refuge de biodiversité sans équivalent en Europe.

## Richesse culturelle

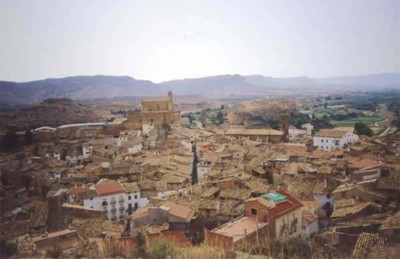
Albalate del Arzobispo, complexe artistique historique.

Au cours de la période du Jurassique – il y a environ 175 millions d’années – la zone du parc était le fond d’une mer tropicale, comme le démontrent divers fossiles marins.
- Á Ariño, ses ichnites se distinguent, avec des empreintes de deux types de dinosaures et dans tout le parc, il existe des preuves fossiles de reptiles volants et de tortues (site des ichnites de dinosaures de Puente del Río Escuriza).
- Dans l'abri des Eudoviges, à Alacón, a été découverte la plus ancienne colonie humaine du parc, remontant au Paléolithique moyen.
- L'art rupestre de la Ruta los Estrechos constitue un site d'Art rupestre déclaré patrimoine mondial par l'UNESCO[6].
- Á Oliete, le Fronton de la Tía Chula recèle des peintures rupestres déclarés patrimoine mondial par l'UNESCO[7].
- Autres abris sous roche : Abri de Los Trepadores (Alacón), Abri du Tollo de la Morera[8], Abrigo de Los Encebros[9], Abri de la Cañada de Marco[10]…
- Au sein de la culture ibérique, se distingue le site du Village ibérique de Cabezo de San Pedro à Oliete, l'un des plus spectaculaires de la vallée de l'Èbre[11].
- Les Lastras de San José à Albalate del Arzobispo sont une zone de vasques et de tombes anthropomorphes wisigothiques et médiévales[12].
- Quant aux complexes urbains du parc culturel de la rivière Martín, il convient de mentionner spécialement Albalate del Arzobispo, qui, avec ses bâtiments à gradins, ses maisons ancestrales, ses ruelles et ses arcs, a mérité la déclaration d'ensemble historique[13].

## Les centre d'interprétation
Au Centre d'interprétation de l'art rupestre d'Ariño, vous pourrez recueillir des informations sur les différentes manifestations picturales de la région. Le Centre d'interprétation de la culture ibérique d'Oliete présente des sites tels que Cabezo de San Pedro de los Griegos. D'autres points d'intérêt sont le Centre d'interprétation de la culture populaire d'Albalate , ainsi que le Centre d'interprétation de la flore de Torre de las Arcas.